# معتز خورشيد
معتز محمد حسني خورشيد هو وزير التعليم العالي والبحث والعلمي في مصر في وزارة عصام شرف الثانية في الفترة من 21 يوليو 2011 حتي 1 ديسمبر 2011، ورئيس مجلس إدارة الجمعية المصرية لمهندسى البرمجيات وتولى منصب نائب رئيس جامعة القاهرة.

## حياته
تخرج في كلية الهندسة بجامعة القاهرة، حصل على دكتوراه في الهندسة في مجال علوم الحاسب ونماذج بحوث العمليات، ودكتوراه في علوم الإدارة من جامعة باريس بفرنسا.

## مناصب
تقلد خورشيد العديد من المناصب منها:
- وزير السابق للتعليم العالي والبحث العلمي المصري سابقاً.
- نائب رئيس الجامعة البريطانية في مصر.
- منصب نائب رئيس شؤون الدراسات العليا والبحوث في جامعة القاهرة.
- مستشارًا رئيسًا بمنظمة الأمم المتحدة في مجال نظم التخطيط الإنمائي.

## إسهامات
خلال رحلته العلمية شارك في العديد من مشاريع البحوث التطبيقية، وكان مستشارًا للعديد من المنظمات الدولية والإقليمية والوطنية منها؛
- البنك الدولي.
- برنامج الأمم المتحدة الإنمائي.
- صندوق الأمم المتحدة للأنشطة السكانية، واللجنة الاقتصادية والاجتماعية لغرب آسيا.
- إدارة الأمم المتحدة للشؤون الاقتصادية والاجتماعية.
- اللجنة العلمية لاتحاد جامعات البحر الأبيض المتوسط.

### أبحاث علمية
قام خورشيد بنشر العديد من الأبحاث العلمية بالدوريات المحلية والأجنبية في مجالات النمذجة والمحاكاة، والتحليل الاقتصادي الكلي، وتخطيط وإدارة التعليم العالي والبحث العلمي وتخطيط التنمية.

## جوائز
نال وسام السعفات الأكاديمية من الحكومة الفرنسية، تقديراً لجهوده في دعم العلاقات الثنائية بين مصر وفرنسا في مجالات الثقافة والتعليم والبحث العلمي.